# Großwoltersdorf
Großwoltersdorf é um município da Alemanha, situado no distrito de Oberhavel, no estado de Brandemburgo. Tem 52,27 km² de área, e sua população em 2019 foi estimada em 754 habitantes.